# Prima Divisione Toscana 1950-1951
La Prima Divisione fu il massimo campionato regionale di calcio disputato in Toscana nella stagione 1950-1951.

## Girone A

### Squadre Partecipanti
| Squadra                   | Città (provincia)                          | Stagione precedente |
| ------------------------- | ------------------------------------------ | ------------------- |
| A.C. A.S.S.I.             | Firenze                                    |                     |
| Alba Caligaris            | Firenze                                    |                     |
| U.S. Antella              | Antella (FI)                               |                     |
| C.S. Aquila 1902          | Montevarchi (AR)                           |                     |
| S.S. Audace Galluzzo      | Firenze-Galluzzo                           |                     |
| U.S. Audax Rufina         | Rufina (FI)                                |                     |
| A.S. Barberino Mugello    | Barberino di Mugello (FI)                  |                     |
| U.S. Castelnuovese        | Castelnuovo dei Sabbioni di Cavriglia (AR) |                     |
| U.S. Castiglionese        | Castiglion Fiorentino (AR)                 |                     |
| Pol. Figlinese            | Figline Valdarno (FI)                      |                     |
| A.S. Fortis Juventus 1909 | Borgo San Lorenzo (FI)                     |                     |
| G.S. Marzocco             | Firenze                                    |                     |
| U.S. San Sepolcro         | Sansepolcro (AR)                           |                     |
| U.S. Rignanese            | Rignano sull'Arno (FI)                     |                     |
| Rinascita Firenze         | Firenze                                    |                     |
| G.S. Scarperia            | Scarperia (FI)                             |                     |

### Classifica finale
|  | Pos. | Squadra            | Pt | G  | V  | N | P  | GF | GS | DR  |
|  | ---- | ------------------ | -- | -- | -- | - | -- | -- | -- | --- |
|  | 1.   | Sansepolcro        | 49 | 30 | 22 | 5 | 3  | 82 | 22 | +60 |
|  | 2.   | Audace Galluzzo    | 45 | 30 | 20 | 5 | 5  | 60 | 33 | +27 |
|  | 3.   | Montevarchi        | 44 | 30 | 19 | 6 | 5  | 89 | 38 | +51 |
|  | 4.   | RondinellaMarzocco | 42 | 30 | 18 | 6 | 6  | 57 | 30 | +27 |
|  | 5.   | Fortis Juventus    | 31 | 30 | 13 | 5 | 12 | 58 | 37 | +21 |
|  | 5.   | Rinascita Firenze  | 31 | 30 | 13 | 5 | 12 | 50 | 55 | -5  |
|  | 7.   | Figlinese          | 30 | 30 | 12 | 6 | 12 | 48 | 48 | 0   |
|  | 7.   | Scarperia          | 30 | 30 | 11 | 8 | 11 | 51 | 47 | +4  |
|  | 9.   | Audax Rufina       | 29 | 30 | 12 | 5 | 13 | 49 | 54 | -5  |
|  | 10.  | Castiglionese      | 27 | 30 | 9  | 9 | 12 | 43 | 48 | -5  |
|  | 10.  | Rignanese          | 27 | 30 | 11 | 5 | 14 | 33 | 49 | -16 |
|  | 12.  | ASSI Firenze       | 25 | 30 | 9  | 7 | 14 | 43 | 57 | -14 |
|  | 13.  | Barberino Mugello  | 21 | 30 | 7  | 7 | 16 | 39 | 55 | -16 |
|  | 14.  | Antella            | 20 | 30 | 8  | 4 | 18 | 26 | 57 | -31 |
|  | 15.  | Castelnuovese      | 16 | 30 | 6  | 4 | 20 | 34 | 78 | -44 |
|  | 16.  | Alba Caligaris     | 13 | 30 | 4  | 5 | 21 | 30 | 84 | -54 |

Legenda:

      Ammesso alle finali.
Regolamento:
Due punti a vittoria, uno a pareggio, zero a sconfitta.
Pari merito in caso di pari punti.

## Girone B

### Squadre Partecipanti
| Squadra                   | Città (provincia)            | Stagione precedente |
| ------------------------- | ---------------------------- | ------------------- |
| A.C. Aglianese            | Agliana (PT)                 |                     |
| U.S. Audace Legnaia       | Firenze                      |                     |
| A.S. Brozzi               | Brozzi-Firenze               |                     |
| G.S. Forti                | La Briglia di Vaiano (FI)    |                     |
| U.S. Giordano Neri        | Firenze                      |                     |
| Gioventù Nuova            | Arezzo                       |                     |
| S.S. Impavida             | Sant’Ippolito di Vernio (FI) |                     |
| S.S. Juventus Tavola      | Tavola di Prato (FI)         |                     |
| A.S. Lastrigiana          | Lastra a Signa (FI)          |                     |
| C.S. Poggio a Caiano 1909 | Poggio a Caiano (FI)         |                     |
| C.S. Rapid                | Firenze-Peretola             |                     |
| G.S. Rifredi              | Firenze-Rifredi              |                     |
| C.S. Robur                | Scandicci (FI)               |                     |
| A.S. Rondinella           | Firenze                      |                     |
| A.S. Tobbianese           | Tobbiana di Prato (FI)       |                     |
| A.S. Vaianese             | Vaiano (FI)                  |                     |

### Classifica finale
|  | Pos. | Squadra              | Pt | G  | V | N | P | GF | GS | DR |
|  | ---- | -------------------- | -- | -- | - | - | - | -- | -- | -- |
|  | 1.   | Poggio a Caiano 1909 | 47 | 30 |   |   |   |    |    |    |
|  | 2.   | Impavida             | 44 | 30 |   |   |   |    |    |    |
|  | 3.   | Lastrigiana          | 42 | 30 |   |   |   |    |    |    |
|  | 4.   | Vaianese             | 39 | 30 |   |   |   |    |    |    |
|  | 4.   | Tobbianese           | 39 | 30 |   |   |   |    |    |    |
|  | 6.   | Rapid                | 37 | 30 |   |   |   |    |    |    |
|  | 7.   | Robur Peretola       | 32 | 30 |   |   |   |    |    |    |
|  | 8.   | Rondinella           | 30 | 30 |   |   |   |    |    |    |
|  | 9.   | Forti La Briglia     | 27 | 30 |   |   |   |    |    |    |
|  | 10.  | Aglianese            | 26 | 30 |   |   |   |    |    |    |
|  | 10.  | Audace Legnaia       | 26 | 30 |   |   |   |    |    |    |
|  | 12.  | Brozzi               | 24 | 30 |   |   |   |    |    |    |
|  | 12.  | Rifredi              | 24 | 30 |   |   |   |    |    |    |
|  | 14.  | Juventus Tavola (-1) | 22 | 30 |   |   |   |    |    |    |
|  | 15.  | Gioventù Nuova       | 11 | 30 |   |   |   |    |    |    |
|  | 16.  | Giordano Neri        | 7  | 30 |   |   |   |    |    |    |

Legenda:

      Ammesso alle finali.
Regolamento:
Due punti a vittoria, uno a pareggio, zero a sconfitta.
Pari merito in caso di pari punti.
Note:
Juventus Tavola ha scontato 1 punto di penalizzazione in classifica per una rinuncia.
Una partita è stata data persa ad entrambe le squadre.

## Girone C

### Squadre Partecipanti
| Squadra                | Città (provincia)                     | Stagione precedente |
| ---------------------- | ------------------------------------- | ------------------- |
| U.S. Borgo a Buggiano  | Borgo a Buggiano (PT)                 |                     |
| A.C. Calci             | Calci (PI)                            |                     |
| U.S. Capannoli         | Capannoli (PI)                        |                     |
| S.C. Cerretese         | Cerreto Guidi (FI)                    |                     |
| A.S. Certaldo          | Certaldo (FI)                         |                     |
| U.S. Chiesina Uzzanese | Chiesina Uzzanese (PT)                |                     |
| U.S. Forcoli           | Forcoli di Palaia (PI)                |                     |
| U.S. Lampo             | Lamporecchio (PT)                     |                     |
| U.S. Larcianese        | Larciano (PT)                         |                     |
| U.S. Limitese          | Limite sull'Arno (FI)                 |                     |
| A.S. Montecatini       | Montecatini Terme (PT)                |                     |
| A.C. Montelupo 1930    | Montelupo Fiorentino (FI)             |                     |
| U.S. Perignano         | Perignano di Casciana Terme Lari (PI) |                     |
| U.S. Ponte Buggianese  | Ponte Buggianese (PT)                 |                     |
| U.S. Sanromanese       | San Romano di Montopoli Valdarno (PI) |                     |
| S.S. Urbino Taccola    | Uliveto Terme di Vicopisano (PI)      |                     |

### Classifica finale
|  | Pos. | Squadra           | Pt | G  | V  | N | P  | GF | GS  | DR  |
|  | ---- | ----------------- | -- | -- | -- | - | -- | -- | --- | --- |
|  | 1.   | Certaldo          | 54 | 30 | 26 | 2 | 2  | 87 | 25  | +62 |
|  | 2.   | Lampo             | 48 | 30 | 21 | 6 | 3  | 79 | 21  | +58 |
|  | 3.   | Larcianese        | 43 | 30 | 18 | 7 | 5  | 67 | 26  | +41 |
|  | 4.   | Sanromanese       | 42 | 30 | 19 | 4 | 7  | 61 | 24  | +37 |
|  | 5.   | Ponte Buggianese  | 34 | 30 | 15 | 4 | 11 | 75 | 47  | +28 |
|  | 6.   | Forcoli           | 31 | 30 | 14 | 3 | 13 | 61 | 51  | +10 |
|  | 6.   | Montelupo 1930    | 31 | 30 | 15 | 1 | 14 | 76 | 57  | +19 |
|  | 8.   | Calci (-1)        | 28 | 30 | 13 | 3 | 14 | 66 | 62  | +4  |
|  | 8.   | Cerretese (-1)    | 27 | 30 | 12 | 4 | 14 | 53 | 63  | -10 |
|  | 10.  | Borgo a Buggiano  | 26 | 30 | 11 | 4 | 15 | 49 | 59  | -10 |
|  | 11.  | Montecatini       | 25 | 30 | 10 | 5 | 15 | 47 | 55  | -8  |
|  | 12.  | Chiesina Uzzanese | 24 | 30 | 9  | 6 | 15 | 49 | 69  | -20 |
|  | 13.  | Urbino Taccola    | 21 | 30 | 7  | 7 | 16 | 35 | 75  | -40 |
|  | 14.  | Limitese (-1)     | 18 | 30 | 8  | 3 | 19 | 48 | 86  | -38 |
|  | 15.  | Perignano (-2)    | 13 | 30 | 5  | 5 | 20 | 31 | 73  | -42 |
|  | 16.  | Capannoli (-3)    | 7  | 30 | 3  | 4 | 23 | 35 | 126 | -91 |

Legenda:

      Ammesso alle finali.
Regolamento:
Due punti a vittoria, uno a pareggio, zero a sconfitta.
Pari merito in caso di pari punti.
Note:
Calci, Cerretese e Limitese hanno scontato 1 punto di penalizzazione in classifica per una rinuncia.
Perignano ha scontato 2 punti di penalizzazione in classifica per due rinunce.
Capannoli ha scontato 3 punti di penalizzazione in classifica per tre rinunce.

## Girone D

### Squadre Partecipanti
| Squadra               | Città (provincia)                      | Stagione precedente |
| --------------------- | -------------------------------------- | ------------------- |
| A.S. Antignano        | Livorno                                |                     |
| S.S. Audace           | Portoferraio (LI)                      |                     |
| U.S. Campiglia        | Campiglia Marittima (LI)               |                     |
| U.S. Castiglioncello  | Castiglioncello di Rosignano M. (LI)   |                     |
| A.C. Collesalvetti    | Collesalvetti (LI)                     |                     |
| U.S. Gavorrano        | Gavorrano (GR)                         |                     |
| S.S. Labrone          | Livorno                                |                     |
| A.C. Massa Marittima  | Massa Marittima (GR)                   |                     |
| A.S. Minatori Ribolla | Ribolla di Roccastrada (GR)            |                     |
| A.C. Mobilieri        | Ponsacco (PI)                          |                     |
| U.S. Orbetello        | Orbetello (GR)                         |                     |
| A.S. Pro Follonica    | Follonica (GR)                         |                     |
| U.S. San Frediano     | San Frediano a Settimo di Cascina (PI) |                     |
| S.S. San Prospero     | Navacchio di Cascina (PI)              |                     |
| U.S. Suvereto         | Suvereto (LI)                          |                     |
| A.S. Virtus           | Venturina (LI)                         |                     |

### Classifica finale
|  | Pos. | Squadra          | Pt | G  | V  | N | P  | GF | GS | DR  |
|  | ---- | ---------------- | -- | -- | -- | - | -- | -- | -- | --- |
|  | 1.   | Minatori Ribolla | 49 | 30 | 23 | 3 | 4  | 85 | 26 | +59 |
|  | 2.   | Gavorrano        | 44 | 30 | 19 | 6 | 5  | 83 | 40 | +43 |
|  | 3.   | Campiglia        | 40 | 30 | 18 | 4 | 8  | 64 | 43 | +21 |
|  | 4.   | Labrone          | 37 | 30 | 17 | 3 | 10 | 64 | 46 | +18 |
|  | 5.   | Virtus           | 36 | 30 | 15 | 6 | 9  | 47 | 32 | +15 |
|  | 5.   | Antignano        | 36 | 30 | 15 | 6 | 9  | 46 | 43 | +3  |
|  | 7.   | Audace           | 34 | 30 | 15 | 4 | 11 | 65 | 50 | +15 |
|  | 7.   | San Prospero     | 34 | 30 | 15 | 4 | 11 | 50 | 42 | +8  |
|  | 9.   | Orbetello        | 29 | 30 | 11 | 7 | 12 | 64 | 55 | +9  |
|  | 10.  | Collesalvetti    | 28 | 30 | 12 | 4 | 14 | 53 | 60 | -7  |
|  | 10.  | Pro Follonica    | 28 | 30 | 12 | 4 | 14 | 53 | 49 | +4  |
|  | 12.  | San Frediano     | 23 | 30 | 9  | 5 | 16 | 53 | 84 | -31 |
|  | 13.  | Massa Marittima  | 22 | 30 | 9  | 4 | 17 | 54 | 84 | -30 |
|  | 14.  | Ponsacco         | 21 | 30 | 9  | 3 | 18 | 32 | 62 | -30 |
|  | 15.  | Castiglioncello  | 13 | 30 | 5  | 3 | 22 | 36 | 74 | -38 |
|  | 16.  | Suvereto (-2)    | 4  | 30 | 2  | 2 | 26 | 24 | 93 | -69 |

Legenda:

      Ammesso alle finali.
Regolamento:
Due punti a vittoria, uno a pareggio, zero a sconfitta.
Pari merito in caso di pari punti.
Note:
Suvereto ha scontato 2 punti di penalizzazione in classifica per due rinunce.

## Girone E

### Squadre Partecipanti
| Squadra               | Città (provincia)              | Stagione precedente |
| --------------------- | ------------------------------ | ------------------- |
| U.S. Aullese          | Aulla (MS)                     |                     |
| A.C. Bagni di Lucca   | Fornoli di Bagni di Lucca (LU) |                     |
| Bar Ivano             | Viareggio (LU)                 |                     |
| A.S. Barga            | Barga (LU)                     |                     |
| U.S. Borgotarese      | Borgo Val di Taro (PR)         |                     |
| U.S. Castelnuovo      | Castelnuovo Garfagnana (LU)    |                     |
| A.C. Fivizzanese      | Fivizzano (MS)                 |                     |
| A.C. La Portuale      | Marina di Carrara              |                     |
| S.S. Libertas         | Carrara                        |                     |
| U.S. Pontremolese     | Pontremoli (MS)                |                     |
| S.S. Pro Massa        | Massa                          |                     |
| U.S. San Marco Avenza | Avenza-Carrara                 |                     |
| U.S. Villafranchese   | Villafranca in Lunigiana (MS)  |                     |

### Classifica finale
|  | Pos. | Squadra               | Pt | G  | V  | N  | P  | GF | GS | DR  |
|  | ---- | --------------------- | -- | -- | -- | -- | -- | -- | -- | --- |
|  | 1    | Villafranchese        | 36 | 24 | 16 | 4  | 4  | 51 | 20 | +31 |
|  | 2    | Aullese               | 35 | 24 | 15 | 5  | 4  | 53 | 27 | +26 |
|  | 3    | Castelnuovo           | 33 | 24 | 15 | 3  | 6  | 60 | 31 | +29 |
|  | 4    | Barga                 | 31 | 24 | 12 | 7  | 5  | 63 | 36 | +27 |
|  | 5    | Fivizzanese           | 28 | 24 | 11 | 11 | 6  | 50 | 32 | +18 |
|  | 6    | Pontremolese          | 26 | 24 | 12 | 2  | 10 | 39 | 36 | +3  |
|  | 7    | Pro Massa             | 24 | 24 | 9  | 6  | 9  | 36 | 41 | -5  |
|  | 8    | Borgotarese (-1)      | 22 | 24 | 8  | 7  | 9  | 33 | 34 | -1  |
|  | 9    | La Portuale           | 18 | 24 | 8  | 2  | 14 | 32 | 53 | -21 |
|  | 10   | San Marco Avenza      | 17 | 24 | 6  | 5  | 13 | 30 | 43 | -13 |
|  | 11   | Bar Ivano             | 15 | 24 | 5  | 5  | 14 | 24 | 40 | -16 |
|  | 12   | Bagni di Lucca        | 11 | 24 | 4  | 3  | 17 | 27 | 55 | -28 |
|  | 13   | Libertas Carrara (-1) | 7  | 24 | 3  | 2  | 19 | 19 | 70 | -51 |

Legenda:

      Ammesso alle finali.
Regolamento:
Due punti a vittoria, uno a pareggio, zero a sconfitta.
Pari merito in caso di pari punti.
Note:
Borgotarese e Libertas Carrara hanno scontato 1 punto di penalizzazione in classifica per una rinuncia.

## Finali

### Squadre Partecipanti
- Certaldo
- Minatori Ribolla
- Poggio a Caiano 1909
- Sansepolcro
- Villafranchese

### Verdetti finali
- San Sepolcro, Certaldo e Minatori Ribolla promosse in Promozione 1951-1952.

### Giornali
- Archivio della Gazzetta dello Sport, stagione 1950-51, consultabile presso le Biblioteche:
  - Biblioteca Nazionale Braidense di Milano,
  - Biblioteca Nazionale Centrale di Firenze,
  - Biblioteca Nazionale Centrale di Roma,
  - Biblioteca Civica Berio di Genova,
  - e presso Emeroteca del C.O.N.I. di Roma (non è online ma è da consultare in sede).

### Libri
- Almanacco illustrato del Calcio 1951, Milano-Roma, Rizzoli, 1950.